# المغرب الأوسط

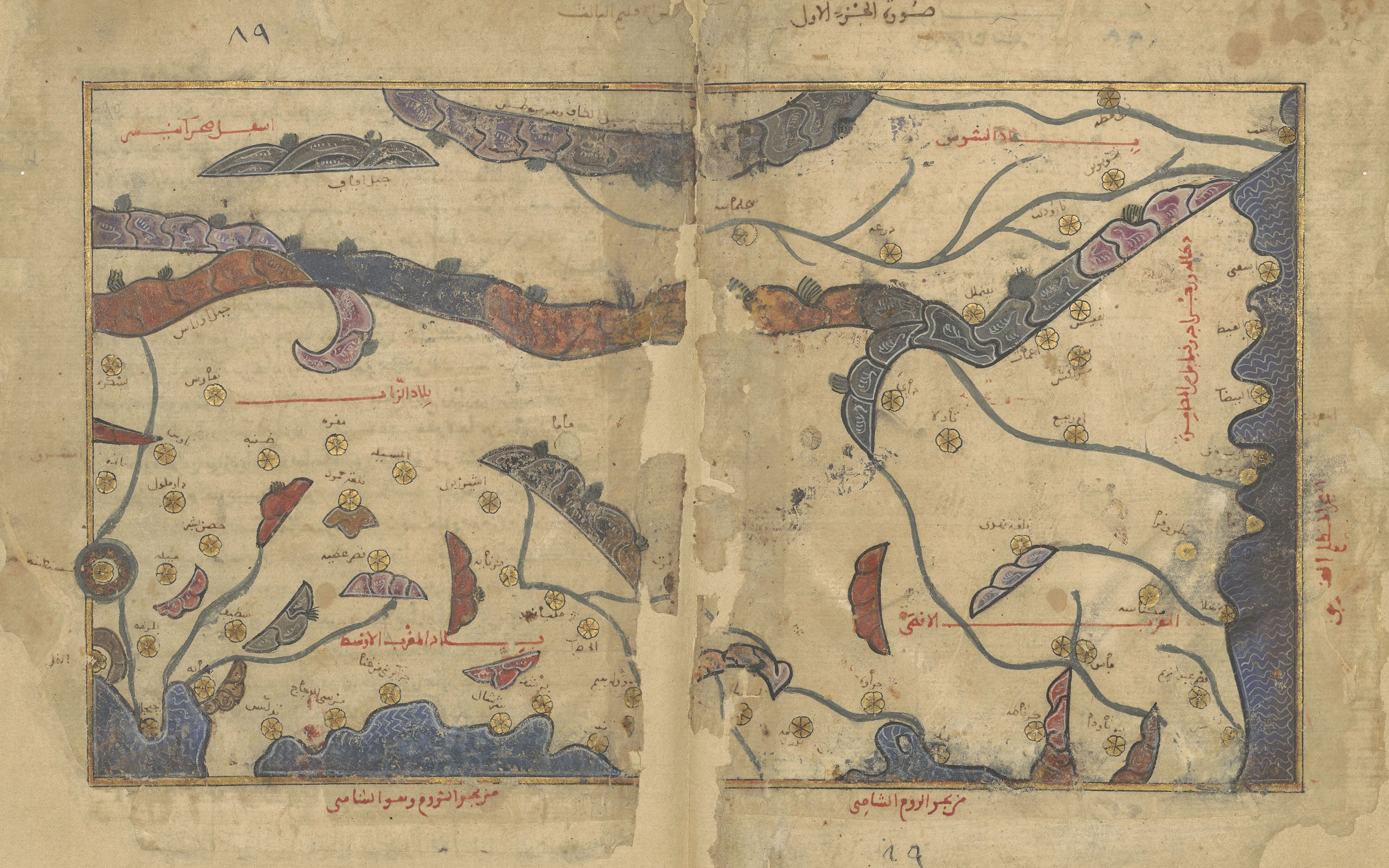
المغرب الأوسط والأقصى ممثلة في خريطة الجغرافي الإدريسي (القرن الثاني عشر).

المغرب الأوسط هو وصف جغرافي لكيان سياسي متغير ضمن منطقة بلاد المغرب (شمال افريقيا). وهو تسمية تاريخية لما يُعرف اليوم بـالجزائر خلال الفترة الممتدة من القرن السابع إلى القرن السادس عشر.
بعد الفتح الأموي في القرن السابع، انفصل المغرب الأوسط عن الدولة الأموية نتيجة الثورة البربرية الكبرى التي بلغت ذروتها في معركة الأشراف عام 740، حيث حقق البربر انتصارًا حاسمًا. نشأت سلطات محلية ذات انتماء بربري وخارجي ومساواتي، مثل الأفرينيين في تلمسان والرستميين في تيهرت. وقد نُظر إلى المغرب الأوسط في الكتابات التاريخية العربية كمنطقة للجماعات البربرية المعارضة قبل بروز النظام السياسي والاقتصادي الفاطمي.
فيما بعد، شهد المغرب الأوسط ظهور قوى محلية بربرية مثل الزيريون (القرن العاشر)، والحماديون (القرن الحادي عشر)، والزيانيون (القرن الثالث عشر). كان هذا الإقليم واقعًا بين المغرب الأقصى (المغرب الغربي) وإفريقية (المغرب الأدنى)، مما جعله عرضة لتوسع القوى المجاورة، مثل الأغالبة (القرن التاسع) في الشرق والمرابطين (القرن الحادي عشر) في الغرب.
شهد المغرب الأوسط أيضًا بروز حركات تجاوزت حدوده، مثل الهجوم الشيعي الإسماعيلي الذي قادته قبائل كتامة وأسفر عن تأسيس الخلافة الفاطمية في القرن العاشر، والتي امتد نفوذها إلى القاهرة والمشرق. وكان المغرب الأوسط أيضًا مسرحًا للقاء بين عبد المؤمن بن علي وابن تومرت في بجاية، ما أدى إلى تأسيس الدولة الموحدية في القرن الثاني عشر.
ابتداءً من القرن الخامس عشر، دخل المغرب الأوسط في حالة تفكك سياسي بسبب تأثير الاتحادات القبلية، والطرق الصوفية، والغارات الهلالية التي أضعفت القوى المركزية في تلمسان وبجاية. دفع الاسترداد الإسباني والهجمات الإسبانية على السواحل في أوائل القرن السادس عشر السكان وبعض الأعيان في المدن إلى طلب المساعدة من القراصنة الأتراك، مثل الإخوة بربروس، الذين استدعوا التدخل العثماني. هكذا بدأ عهد إيالة الجزائر، الذي تأسس على أنقاض الدولة الزيانية وأطراف الدولة الحفصية في الشرق. ومنذ ذلك الحين، صار يُطلق على المنطقة اسم «دولة الجزائر».

## التسمية
قام المؤرخون والجغرافيون المسلمون بتقسيم المغرب إلى ثلاثة مناطق جغرافية نظرا لسعة هذا القطر وامتداده الجغرافي والذي يشكل وحدة جغرافية وعرقية ممتدة من غرب نهر النيل إلى المحيط الأطلسي فقسموه إلى: المغرب الأدنى أو إفريقية والمغرب الأوسط والمغرب أقصى بالإضافة إلى الأندلس، وهذا التقسيم لم يكن يأبه بالصراعات والتوسعات بين الدول الناشئة في المغرب الإسلامي والتي كانت تتوسع على حساب بعضها مثل ماحصل بين دولة الزيانيين وزيريون المرينيين والحفصيين في أواخر القرون الوسطى، فقد كانت هاته الدول في القرون الوسطى كما هي نظيراتها في العالم آنذاك تقوم على أساس قبلي.
أول إشارة للمغرب الأوسط وردت على يد الجغرافي الأندلسي البكري في كتابه المسالك والممالك، الذي ألّفه عام487 هـ/1094 م حيث أشار فيه إلى أن تلمسان هي قاعدة هذا الإقليم. ثم أعاد الإدريسي استعمال هذا المصطلح سنة 547 هـ/1152 م في وصفه نزهة المشتاق في اختراق الآفاق، وفيما بعد، تناول ابن خلدون وأبو الفداء هذا المفهوم في كتاباتهما، مع الإشارة إلى أن الترجمة الفرنسية له بصيغة «Maghreb central» ظهرت لأول مرة في أعمال المستشرق الفرنسي دوسلان الذي تولى ترجمة كتاب البكري.

## تاريخ المغرب الأوسط القديم

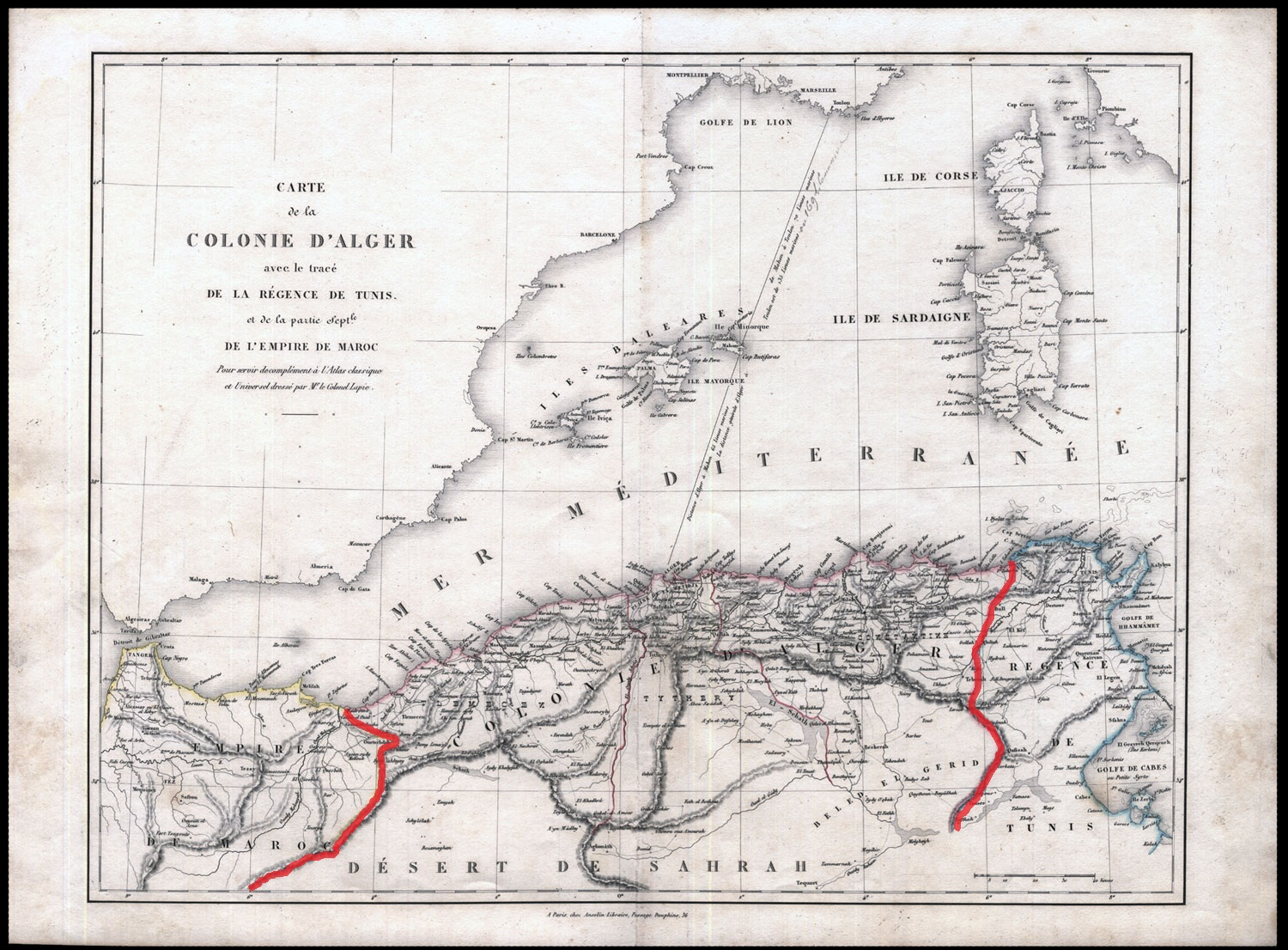
خريطة مملكة الجزائر سنة 1828م

دَلّت الأحفوريّات التي تمّ العثور عليها في طاسيلي والهقار على تواجد الإنسان قبلَ أكثر مِن 700 000 سنة «العصر الحجري» وتطوّرت حضارات إنسانية بدائية مختلفة في الشمال كالحضارة الإيبيرية «13,000-8,000 ق.م» حسبما دلت عليه الآثار التي تم العثور عليها بالقرب من تلمسان ومعسكر، وقد تلتها حضارات في الشرق والوسط، واستقر في الجزائر العديد من الشعوب الأخرى على مدى الـ 12 000 سنة الأخيرة، فكان الفينيقيون في الألف قبل الميلاد، فالإغريق ثم الرومان «200 قبل الميلاد» من أهمّ القادمين الجُدُد إلى البلاد، والأمازيغ أو البربر هم أهم من قطنوا «المغرب الأوسط» وعمروه.

إنّ تعريف المغرب الأوسط هو اسم تاريخي وتحديدًا في العصور الوسطى الإسلامية للمنطقة المعروفة بدولة الجزائر حاليًا، يمتد هذا الإقليم من نهر ملوية غربًا إلى القالة شرقًا من إقليم الزاب بإفريقيا، وجاء هذا التعريف أو التخصيص نتيجة لتقسيم المسلمين لبلاد المغرب لمساحاته الشاسعة، بعد فتحه، وقد تمّ تقسيمه جغرافيًا إلى ثلاثة أقسام: 

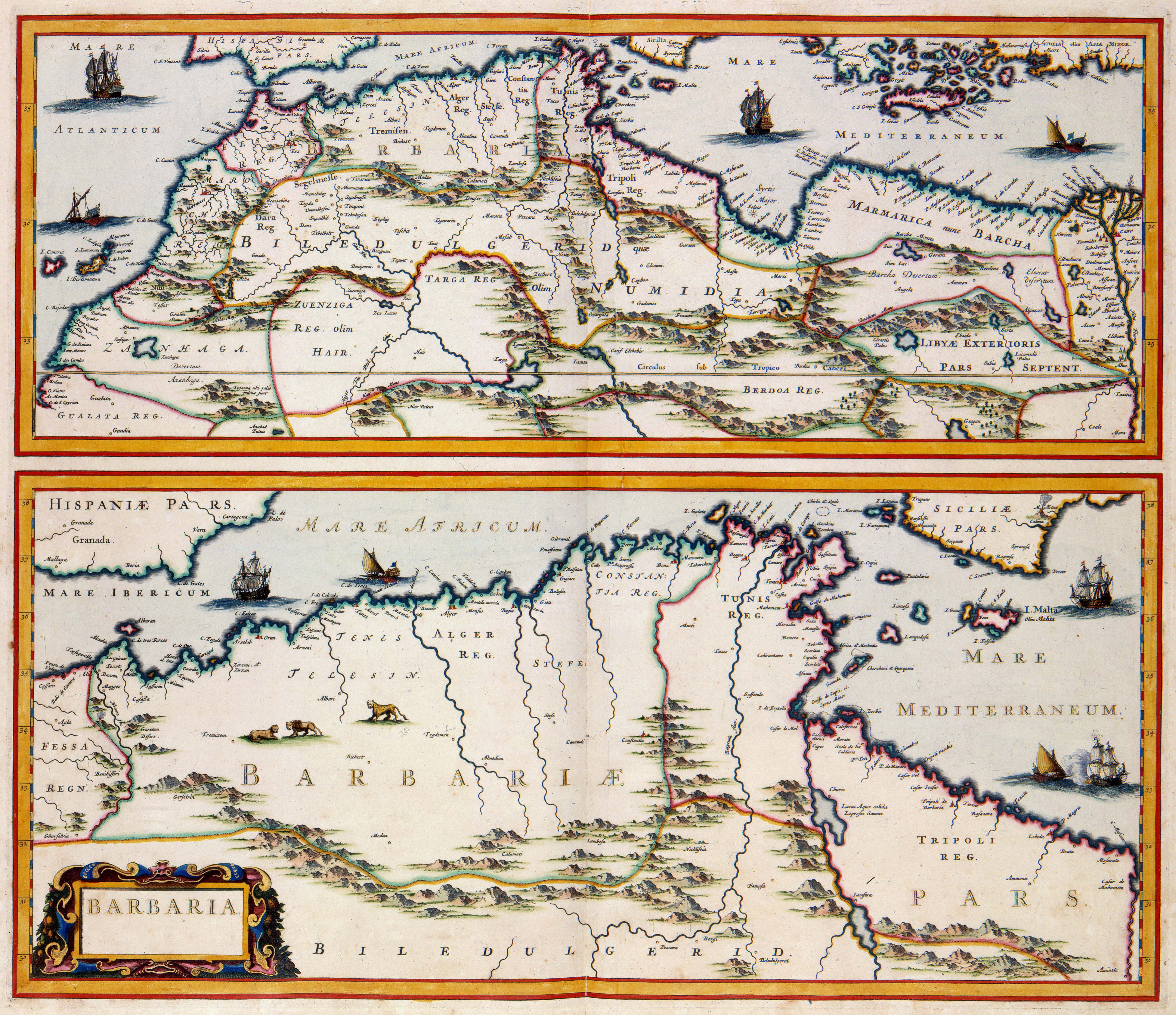
الساحل البربري والأسطول البحري الجزائري والأسد البربري وحدودها مع تونس ومملكة فاس سنة 1588م

- الأولى ولاية المغرب الأقصى وتشمل النصف الشمالي للمملكة المغربية الحالية،
- الثانية ولاية سجلماسة، وكانت تطلق على النصف الجنوبي من المملكة المغربية الحالية،
- أما الولاية الثالثة فهي تلك المساحة التي امتدت من الحدود الغربية لولاية إفريقيا إلى حدود ولاية المغرب الأقصى، وهي تشمل جزءًا كبيرًا من أراضي جمهورية تونس الحالية.

وقد تمّ هذا التقسيم من قبل القائد الكبير موسى بن نصير[بحاجة لمصدر] -رحمه الله-، وفي جميع هذه الولايات استقرت جاليات عربية ولعبت دورًا كبيرًا في نشر الإسلام واللغة العربية فيها، ففي عاصمة كل ولاية منها أقيمت قاعدة عربية إسلامية على رأسها والٍ، واستقرّت جماعات من العلماء العرب فيها ليعلموا أهل الناحية قواعد الإسلام، وفي الوقت نفسه أخذت العربية في الانتشار بين البربر، وعلى هذا هدفت سياسة هؤلاء الولاة إلى تقوية الصلات مع البربر عن طريق نشر الإسلام بينهم على نطاق واسع، وتعريبهم بإعطائهم لغة القرآن وعادات العرب وتقاليدهم وثقافتهم، وبهذا الجهد المبذول من قبل العرب المسلمين والبربر أو الأمازيغ أنفسهم، امتزجت حضارتهم بالعرب، واكتسبوا منهم فَهم دينهم، وكانت المغرب الأوسط مهدًا للعديد من القادة العظام، والجنود البواسل.

## جغرافية المغرب الأوسط

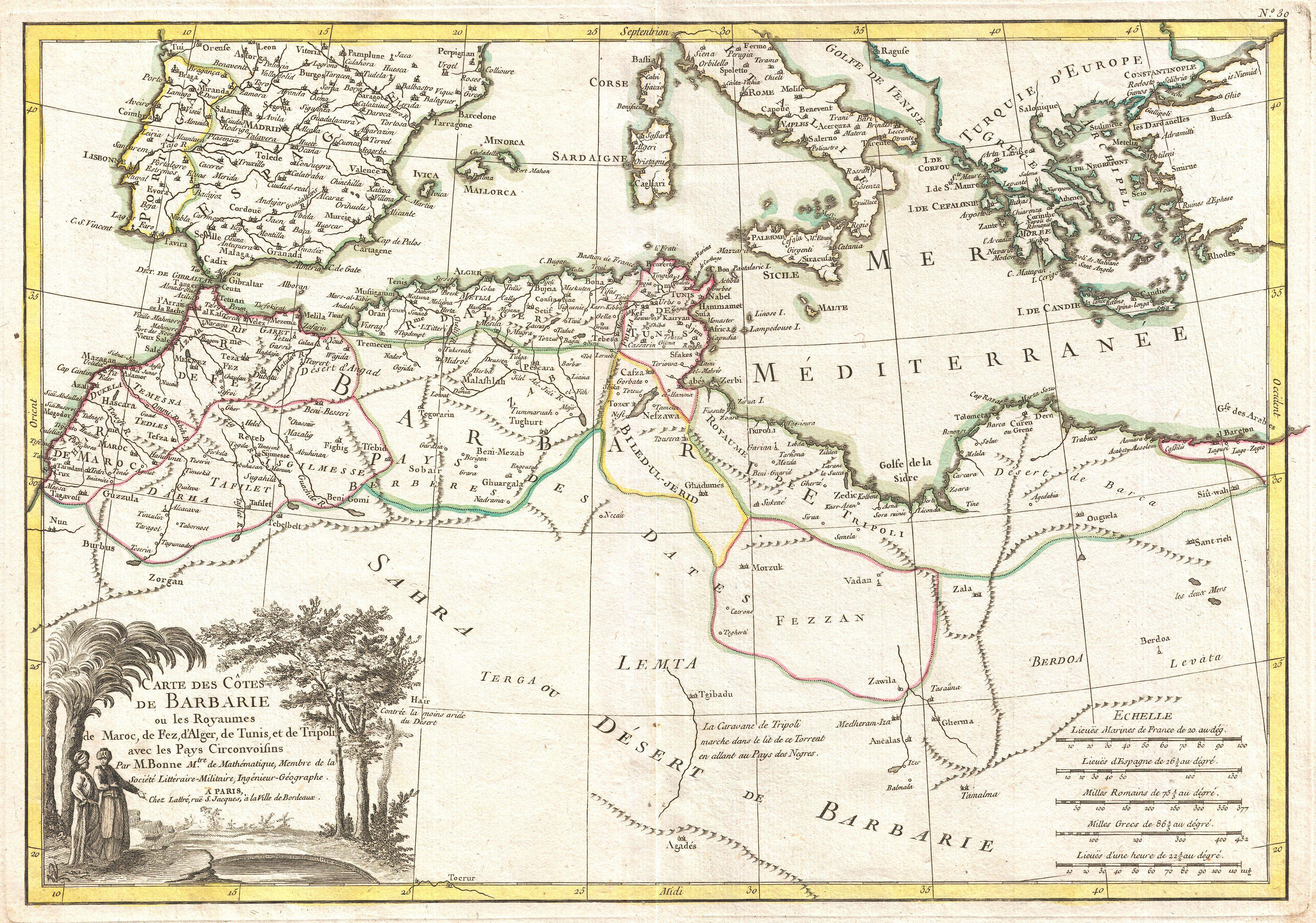
خريطة رسمت سنة 1771 لـ الساحل البربري و كل بلاد البربر

يتميّز مناخ «المغرب الأوسط» أو الجزائر بأنه مناخ متوسطي شمالًا، بشتاء معتدل وممطر نسبي، وتتكون أراضي الساحل من سلسلة من الصخور العالية والشواطئ الرملية ويبلغ طول الساحل البحري 1644 كم في الشمال، تتخلّلها بعض الخلجان، وبه جيوب سهلية صغيرة عند مصبات الأنهار، أمّا إقليم التل فيتكون من سلسلة من السهول الساحلية المنخفضة كسهول وهران والمتيجة وعنابة، المشهورة بإنتاج الغلال والخضراوات والفواكه، والسهول الداخلية المرتفعة، كسهل تلمسان وسيدي بلعباس والسرسو وقسنطينة (سيرتا قديماً) عاصمة مملكة نوميديا، وهي متخصصة في إنتاج الحبوب والكروم. أمّا إقليم الهضاب العليا فينحصر هذا الإقليم بين سلسلتين جبليتين متوازيتين هما أطلس التل شمالًا، والأطلس الصحراوي جنوبًا، ويتراوح ارتفاع أراضيه بين 800 و1 000 م تتخلّلها منخفضات تغمرها المياه المالحة تسمى السبخات، أو الشطوط، وأما الصحراء الكبرى، فتشكل أكبر جزء من الأراضي الجزائرية، وتتنوع بها المظاهر الطبيعية، ففي شمالها الشرقي منطقة منخفضة تتجمع فيها أهم الواحات، ثم منطقة الكثبان الرملية في العرق الشرقي الكبير، والعرق الغربي، ويتراوح ارتفاع هذه الكثبان بين 200 و500م، ثم منطقة الهضاب في تادميت، وفي الأخير، منطقة جبلية في الجنوب الشرقي، في الطاسيلي والأحجار، وبها جبال شاهقة، أعلى قممها قمة تاهات 2 918 م، وهذه المنطقة احتضنت واحدة من أهم الحضارات القديمة في العالم، وهي إحدى أهم اشكال تعريف «المغرب الأوسط».

## تاريخ المغرب الأوسط الإسلامي

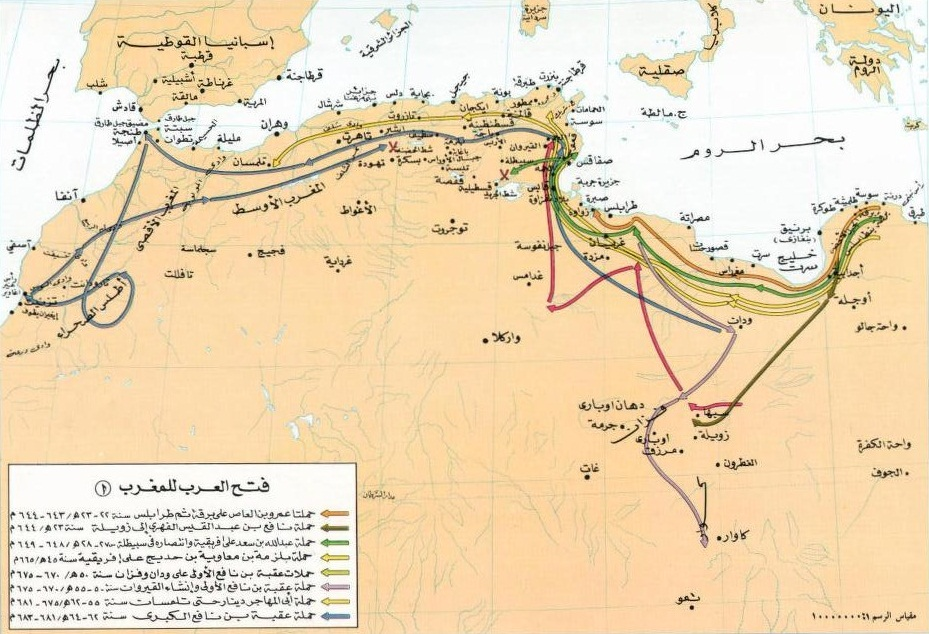
خريطة للفتح الاسلامي للمغرب

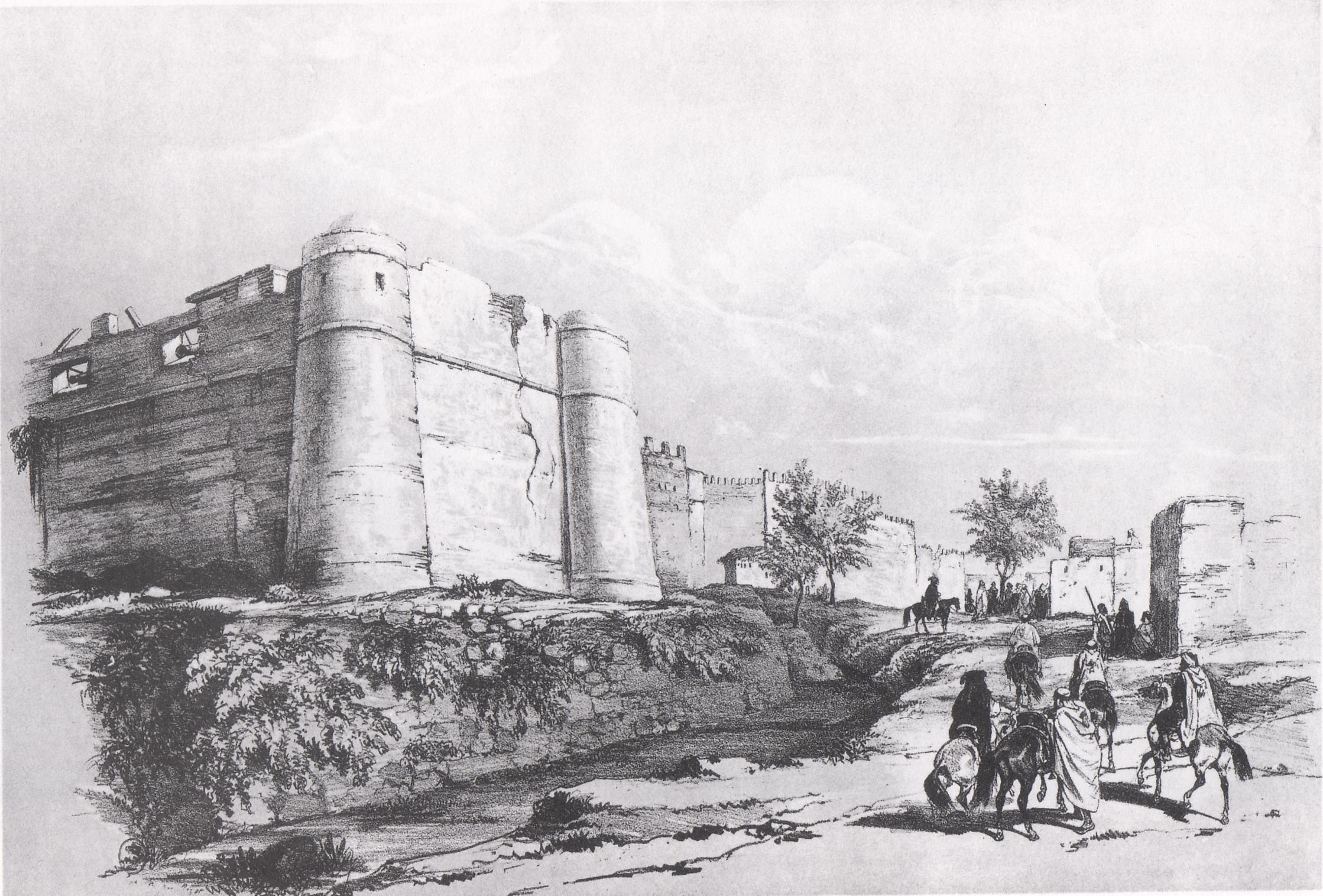
رسمٌ لِإحدى الحُصون القديمة في مدينة تلمسان التي فتحها أبو المُهاجر دينار أثناء الحملة الإسلاميَّة الأولى على المغرب الأوسط.

يعدّ الفتح الإسلامي للمغرب من الأحداث الكبرى والخالدة في تاريخ الإسلام في الثلث الأخير من القرن الأول الهجري، لما ترتب عليه من نتائج حاسمة غيرت مجرى تاريخ هذه البلاد وحددت معالم هويتها إلى الأبد، ومنها انتشار الإسلام والتعريب، وبالتالي حدوث عملية الاختلاط الكبرى بين العرب والبربر أو الأمازيغ في بوتقة الإسلام وتحول المغرب العربي إلى جزءٍ عزيز من عالم الإسلام والعروبة، وقد بدأت عملية فتح بلاد المغرب الكبير بعد فتح مصر مباشرة بقيادة عمرو بن العاص (رضي الله عنه)، إذ قام هذا القائد الجليل بغزو إقليمي برقة وطرابلس سنة 23 هـ لتأمين حدود مصر الغربية من خطر الروم البيزنطيين الذين كانوا يحكمون المغرب الأدنى، إذ كان يخشى أن يحاولوا استعادة مصر من هذا الطريق الغربي. وقد تَرَكّزَ استقرار العرب في البداية في برقة والتي كانت جزءًا من مصر بحسب التقسيم الإداري البيزنطي نظرًا لقربها من الإسكندرية، وكذلك كان استقرارهم في طرابلس على ساحل البحر المتوسط وكانت طرابلس هي الأخرى تابعة إداريًا لمصر طبقًا لبعض الروايات، وبقي الأمر على هذا النحو طوال العهد الراشدي، فلمّا كانت الخلافة الأموية بقيت برقة تابعة إداريًا لمصر بينما أصبحت طرابلس من عمل إفريقيا بعد أن أصبحت هذه الأخيرة ولاية مستقلة في عهد الوليد بن عبد الملك، وقد توالت بعدها الحملات التي كانت تخرج من مصر لفتح إفريقيا بمن كان يفد عليها من المجاهدين أحيانًا من المدينة أولًا كحملة عبد الله بن أبي سرح سنة 27هـ، ثم من الشام ثانيًا كحملة معاوية بن حديج الكندي سنة 45هـ، ولم تتجه أنظار العرب إلى المغرب الكبير بكثرة، إلا بعد أن بنى الصحابي القائد عقبة بن نافع (رضي الله عنه) مدينة القيروان، التي تعدّ أهمّ مؤسسات الدين الإسلامي ومجمعاته آنذاك.
حقق عقبة غايته من حركة الفتح الإسلامي بالشمال الإفريقي، فلقد أخضع قبائل البربر وأوقع بها بأسًا شديدًا، حتى وصل إلى أقصى بلاد المغرب واقتحم المحيط بفرسه، فلما نوى الرجوع للقيروان، أذن لجيوشه بالتفرق في طريقهم بارجوع، وكان معه ثلاث مئة مقاتل، فلما وصل مدينة تهوذة، استغل الصليبيون قلة عددهم، فاجتمعوا مع البربر الوثنيين، وهاجموهم، حتى استشهد عقبة بن نافع (رضي الله عنه) وكل من معه في أرض الزاب بتهوذة وذلك سنة 63 هجرية.

## الحركة العلمية بالمغرب الأوسط ما بين القرنين السابع والتاسع

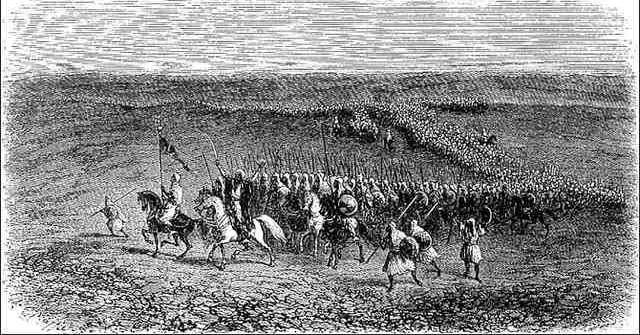
جيش إيالة الجزائر في القرن السادس عشر

لقد دخل المغرب الأوسط بتأسيس الدولة الزيانية، عهدا حافلا بالأمجاد في جميع المجالات الحضارية، وخاصة في المجال الفكري، وقد تظاهرت عوامل عديدة أدت إلى ازدهر الحركة العلمية خلال هذه الفترة.مثل الاهتمام بالعلوم والآداب وإنشاء المراكز التعليمية، واستدعاء أشهر العلماء للتدريس فيها، وكذلك تقريب هؤلاء العلماء والأدباء إلى مجالسهم، وقد أثر ذلك في تنشيط الحركة العلمية في بلاد «المغرب الأوسط» وكان أول من دشن هذا التطور العلمي يغمراسن بن زيان مؤسس الدولة الزيانية الذي فتح أبواب بلاطه على مصارعها لجلب واستقطاب رجال العلم الذين تلقوا منه العناية، فأغدق عليهم الأموال والهدايا وشجعهم على التدريس والتأليف، فاستقر الكثير منهم بحاضرة تلمسان مثل «أبو إبراهيم بن يخلف التنسي» (ت 680هـ/1281م)، الذي عدّ كبير علماء زمانه، بحيث كانت الفتاوى تأتيه من إفريقية وتلمسان إلى بلده تنس، ليجيب عنها.

## العمارة في المغرب الأوسط
كان انتشار الإسلام في بلاد المغرب العربي نقلة عظمى في تاريخ المغرب الأوسط، فلم يلبث أن تحول منذ بداية القرن الثاني للهجرة إلى قطر إسلامي يدين بالإسلام ويصطبغ بالصبغة الإسلامية وذلك في جميع مناحي الحياة سواء أدبية أم مادية، كما أقيم فيه مصران هما القيروان وتونس كان لهما الأثر البالغ في تعريب البلاد ونشر الحضارة الإسلامية، وسرعان ما تعددت المدن الإسلامية المحدثة بالمغربين الأوسط والأقصى في القرن الثاني للهجرة، وأنشئت المساجد الجامعة، كما أقيمت الدور والقصور والأربطة، وأخذت العمارة الإسلامية في المدن المحدثة والمدن القديمة تصبغ على مر القرون بلاد المغرب الأوسط طابعه الفريد.
أما العمائر الدينية في المغرب الأوسط، فيما بين القرنين السادس والثامن الهجري، وهي فترة احتضنت ثلاث أسرات حاكمة هي: أسرة المرابطين والزيانيين والمرينيين كما أن لهذه الفترة الزمنية أيضا أهمية خاصة في تاريخ المغرب الأوسط تتلخص في أن معظم مبانيها الدينية مازالت تحتفظ بمعالم عمارتها الأولى وأنها تمثل أيضا فترة الازدهار بالنسبة لفنون العمارة والزخرفة الإسلامية في بلاد المغرب الأوسط، وأن دراستها تساعد على تسليط الضوء على الأنماط المعمارية والفنية لهذه الأعمال والتيارات الفنية والمعمارية التي تأثرت بها أو أثرت فيها.
ولا يعني تناولنا للعمارة الدينية المرابطية والزيانية والمرينية في المغرب الأوسط أنها لم تسبقها عمائر أخرى، فمما لاشك فيه أن المغرب الأوسط شهد في القرن الثاني الهجري (الثامن الميلادي) قيام مدينتين في المغرب الأوسط، الأولـى هـي مدينة تاهرت التي تم إنشاؤها على يد عبد المرحمن بن رستم سنة 144هـ على مقربة من مدينة تيارت الحالية والمدينة الثانية مدينة أقادير الملاصفة لمدينة تلمسان الحالية التي دخلها إدريس الأول غازيا في سنة 174هـ ـ 790م وأنشأ بها مسجدا جامعا لم يبق منه حاليا إلا مئذنته التي ألحقت به في عهد بني زيان، وقد تبع إنشاء هاتين المدينتين في القسم الشرقي من المغرب الأوسط إنشاء عدة مدن نذكر منها مدينة «سدراته» التي أنشأها الخوارج الإباضية على مقربة من مدينة ورقلة الحالية بعد أن أرغمهم الفاطميون على الرحيل من تاهرت إلى أعماق الصحراء الجزائرية.

## وصلات خارجية
- الفتح الإسلامي لِبلاد المغرب وأبعاده الحضاريَّة. بِقلم: د. نعيم الغالي.
- طريق الإسلام: الأمير المُجاهد عقبة بن نافع فاتح بلاد المغرب. بِقلم: شريف عبد العزيز.
- البيان: قصَّة تعريب بلاد المغرب. بِقلم: د. أحمد العُثماني.